# Claire Bové
Claire Bové (Aubergenville, 3 de junho de 1998) é uma remadora francesa, medalhista olímpica.

## Carreira
Bové conquistou a medalha de prata nos Jogos Olímpicos de Verão de 2020 em Tóquio na prova de skiff duplo leve feminino, ao lado de Laura Tarantola, com o tempo de 6:47.68.